# ليك سيتي (فلوريدا)
ليك سيتي (بالإنجليزية: Lake City)‏ هي مدينة أمريكية تقع في ولاية فلوريدا. تبلغ مساحة هذه المدينة 28.7 (كم²)،ويبلغ عدد سكانها 12614 نسمة حسب إحصاء سنة 2010 م 12614.

## أعلام
- جيرارد ارين
- سكوت آدامز
- هارولد هارت
- جون إيرل هاينز
- بروس جونسون
- فريدريك بريستون كون